# توني جونز (صحفي أسترالي)
توني جونز (بالإنجليزية: Tony Jones)‏ هو صحفي ومعلق رياضي أسترالي، ولد في 1 أكتوبر 1961 في ملبورن في أستراليا.